# Tolib Szahidi
Tolib Szahidi (tadż. Толиб Шаҳидӣ/طالب شهیدی) (ur. 13 marca 1946) – tadżycki muzyk oraz mistrz Perskiej Orkiestry Symfonicznej. Jest obecnie głównym kierownikiem Orkiestry Symfonicznej Duszanbe.
Shahidi jest synem Zijodullaha Szahidiego, założyciela Perskiej Orkiestry Symfonicznej. 